# Siddhartha (powieść)
Siddhartha – jedno z najważniejszych i najpopularniejszych dzieł Hermanna Hessego, wydane w 1922 roku.

## Charakterystyka
Jest to indyjska odmiana „powieści rozwojowej” (Bildungsroman). Książka przedstawia realia świata i filozofii indyjskiej, co jest wynikiem podróży autora do Indii w 1911 roku. Siddhartha, potomek rodu braminów, jako młody człowiek nie znajduje spełnienia ani w praktykowaniu tradycyjnej kontemplacji, ani w ascezie (sadhu). Opuszcza rodzinne strony i zaczyna wieść życie kupca. Dostatnie życie i miłość zmysłowa nie dają mu szczęścia. Wybierając życie w ubóstwie i blisko natury, nie bez wewnętrznych rozterek bohater dochodzi do głębokiej harmonii ze światem – osiąga mądrość poza wszelką filozofią i religią.